# Municipio de Winnebago (Illinois)
El municipio de Winnebago (en inglés: Winnebago Township) es un municipio ubicado en el condado de Winnebago en el estado estadounidense de Illinois. En el año 2010 tenía una población de 5291 habitantes y una densidad poblacional de 61,83 personas por km².

## Geografía
El municipio de Winnebago se encuentra ubicado en las coordenadas 42°14′50″N 89°13′37″O / 42.24722, -89.22694. Según la Oficina del Censo de los Estados Unidos, el municipio tiene una superficie total de 85.58 km², de la cual 85,58 km² corresponden a tierra firme y (0 %) 0 km² es agua.

## Demografía
Según el censo de 2010, había 5291 personas residiendo en el municipio de Winnebago. La densidad de población era de 61,83 hab./km². De los 5291 habitantes, el municipio de Winnebago estaba compuesto por el 95,84 % blancos, el 1,51 % eran afroamericanos, el 0,38 % eran amerindios, el 0,72 % eran asiáticos, el 0,49 % eran de otras razas y el 1,06 % eran de una mezcla de razas. Del total de la población el 1,63 % eran hispanos o latinos de cualquier raza.